# Ularice
Ularice su naseljeno mjesto u sastavu općine Usora, Federacija Bosne i Hercegovine, BiH.

## Povijest
Selo se do rata nalazilo u sastavu općine Doboj.

## Stanovništvo
| Ularice            |                |                |                |
| godina popisa      | 1991.          | 1981.          | 1971.          |
| Hrvati             | 1.100 (95,90%) | 1.118 (98,93%) | 1.075 (98,80%) |
| Srbi               | 12 (1,04%)     | 8 (0,70%)      | 6 (0,55%)      |
| Muslimani          | 0              | 0              | 4 (0,36%)      |
| Jugoslaveni        | 15 (1,30%)     | 4 (0,35%)      | 1 (0,09%)      |
| ostali i nepoznato | 20 (1,74%)     | 0              | 2 (0,18%)      |
| ukupno             | 1.147          | 1.130          | 1.088          |

## Šport
Održavaju se Ilinske športske igre.